# Franz Edmund Josef von Schmitz-Grollenburg
Pour les articles homonymes, voir Schmitz.

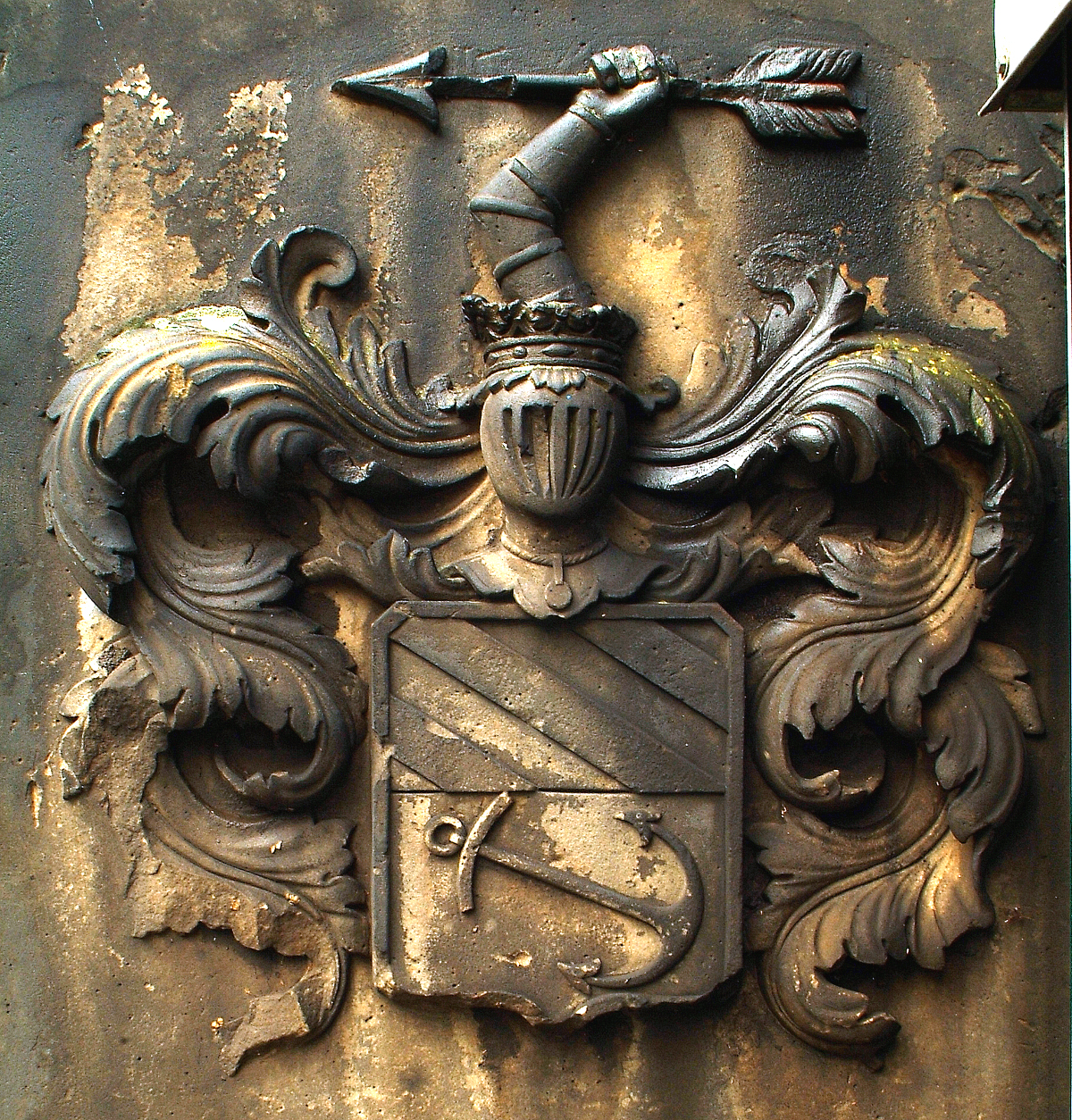
Armoiries du baron ; Détail de la pierre tombale

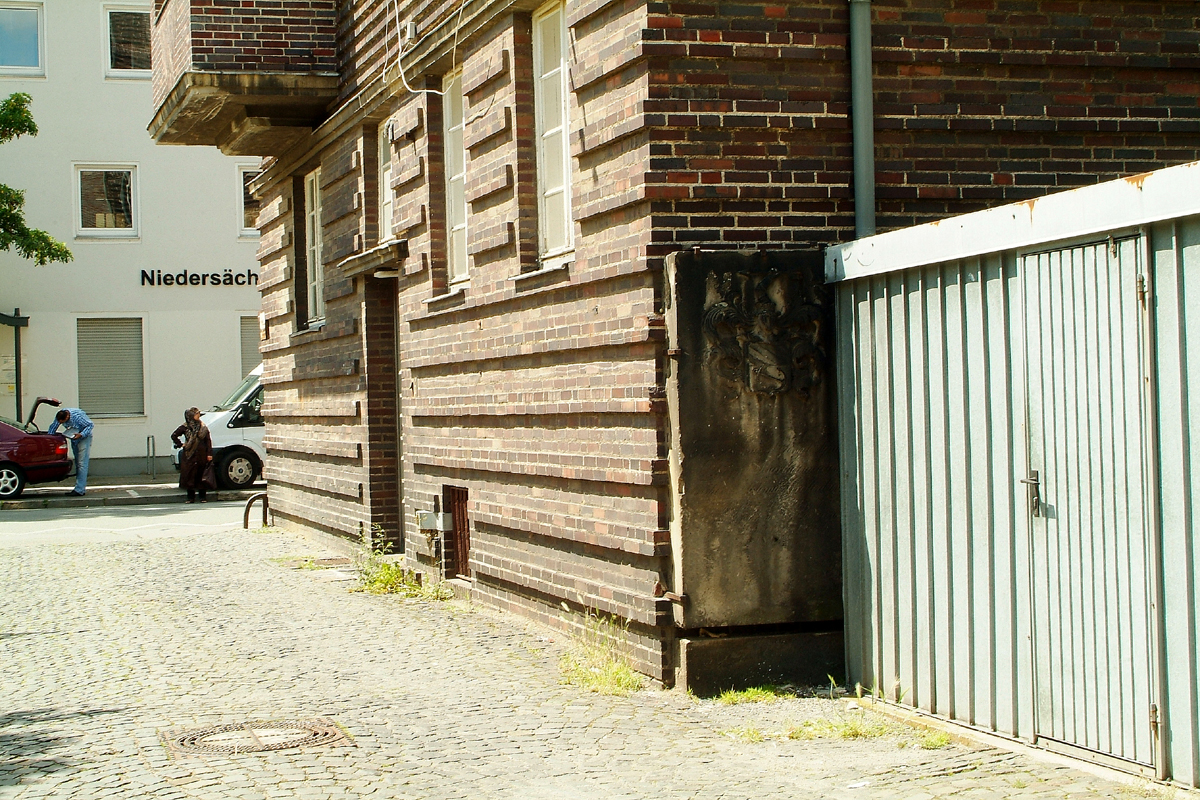
La dalle funéraire sur le mur arrière de la maison de la Maschstraße

Franz Edmund Joseph Ignaz Philipp Bartholomaeus baron von Schmitz-Gollenburg (né le 24 août 1776 à Wetzlar et mort le 19 février 1844 à Hanovre) est un diplomate prussien, président du district de Düsseldorf et du district de Trèves. Il est un personnage important de l'histoire durant la période dite « française (de) », notamment en Sarre.

## Biographie

### Origine
Franz Edmund Josef von Schmitz-Grollenburg est le fils de l'assesseur de la Cour de la Chambre impériale Friedrich Franz Josef von Schmitz, dit Gollenburg, qui devient baron en 1792 et vit à Wetzlar jusqu'en 1818, et Maria Scholastika Geduld von Jungenfeld. Il a onze frères et sœurs. Son frère aîné est l'homme politique Philipp Moritz von Schmitz-Grollenburg (de).

### Famille
Franz Edmund Josef von Schmitz-Grollenburg se marie le 28 mai 1801 avec Isabella von Zillerberg (1779-1845), fille du vrai conseiller privé impérial, chambellan électoral de Cologne et envoyé directeur à l'Assemblée du Reich à Ratisbonne Johann Sebastian von Zillerberg et Thérèse von Lützow . Schmitz-Gollenburg a quatre filles avec sa femme, :
- Maria Josepha Isabella (née le 17 janvier 1808 et mort le 13 juin 1863) mariée avec Adolf von der Horst (de) (1806–1880), député et administrateur de l'arrondissement de Lübbecke (de)
- Johanna Scholastica mariée avec Joseph Heinrich von Solemacher, Hofrat
- Therese Maria Anna Isabella von (née le 26. juillet 1806 et morte le 31 janvier 1887) mariée avec Ernst Wilhelm Georg Heinrich Friedrich von Korff zu Waghorst (de) (né le 13 septembre 1792 et mort le 11 novembre 1860)[5], administrateur de l'arrondissement de Minden (de)

Une fille est allée au couvent Sainte-Anne à Munich.

### Carrière
Franz Edmund Josef von Schmitz-Grollenburg étudie au lycée de Wurtzbourg. En 1790, il reçoit le diplôme de baron du régent impérial palatin. De 1793 à 1797, il étudie le droit à l'Université d'Erfurt et à l'Université de Göttingen. Le 1er janvier 1797, von Schmitz-Gollenburg est initialement nommé conseiller de la cour et du gouvernement au service de Salzbourg, quatre années plus tard, le 2 mai 1801 chambellan de Salzbourg. De 1801 à 1806, von Schmitz-Gollenburg agit comme ambassadeur pour les maisons princières de Hohenzollern et Arenberg. De 1806 à 1813, il représente les principautés de Hohenzollern-Sigmaringen, Hohenzollern-Hechingen et le Liechtenstein en tant qu'envoyé auprès de la confédération du Rhin.
À la fin de la période dite « française (de) von Schmitz zu Gollenburg est de 1814 à 1815 commissaire du gouvernement du département des Forêts à Luxembourg. à partir de mai 1815 gouverneur général du département de la Sarre à Kreuznach, à partir de juin à Trèves. Le 13 mars 1816, il devient directeur de département au gouvernement de Coblence. Peu de temps après, le 9 août 1817, il est promu vice-président du district à Trèves, puis près d'un an plus tard, le 29. Mai 1818 nommé président du district de Trèves. Le 31 octobre 1831, Schmitz zu Grollenburg est nommé président du district de Düsseldorf et occupe ce poste jusqu'à sa retraite le 1er mars 1834.
Schmitz-Gollenburg meurt à Hanovre en 1844. Sa pierre tombale avec le blason de sa famille se trouve là sur le site du cimetière Saint-Jean, désaffecté en 1926, entre la Hildesheimer Straße et la Maschstraße.

## Honneurs
- Franz Edmund Joseph Ignaz Philipp Bartholomaeus Freiherr von Schmitz-Gollenburg a reçu l'ordre de l'Aigle rouge de 2e classe avec ruban[4].